# Svetlana Drăgușin
Svetlana Maria Drăgușin (Bucarest, 21 maggio 1970) è un'ex cestista rumena.

## Carriera
Con la Romania ha disputato i Campionati europei del 2005.